# Интернет-аукцион
Интернет-аукцион (онлайн-аукцион) — аукцион, проводящийся посредством Интернет. В отличие от обычных аукционов, интернет-аукционы проводятся на расстоянии (дистанционно) и в них можно участвовать, не находясь в определённом месте проведения, делая ставки через сайт или специальную компьютерную программу аукциона.
Основной структурной единицей на интернет-аукционе является лот. Лот — публикация информации о продаже определённого товара, либо группы товаров, размещённая в системе интернет-аукциона. Продавец описывает товар, по возможности добавляя реальную фотографию выставляемого лота.
Интернет-аукционы позволяют отслеживать рейтинги и репутацию участников торгов, предоставляют площадку для оплаты и разрешения споров. За счёт использования международной телекоммуникационной сети «Интернет» значительно расширяется круг потенциальных покупателей.

## Основные типы аукционов

### Стандартный аукцион
Аукцион продавца на повышение начальной цены, иногда также «Английский аукцион». Продавец при выставлении лота, указывает начальную цену и длительность торгов. В ходе аукциона потенциальные покупатели направляют свои предложения цены через систему аукциона, иногда с использованием автоматизированного программного обеспечения (ботов). Обычно цена наивысшего предложения является публичной. Победителем торгов станет участник, чья ставка окажется наивысшей на момент окончания торгов по лоту. Во многих системах продавец может также назначить «блиц-цену». Если покупатель сделает ставку в размере блиц-цены, то торги досрочно завершаются, а он автоматически признается победителем торгов.
Широкая распространенность схемы и известность точного времени окончания торгов привела к появлению такого явления как Auction sniping, когда ставка производится в последние моменты перед завершением торгов по лоту.
Стандартный аукцион может проводиться в измененном виде, когда с покупателей взимается небольшая сумма за каждую их ставку.

### Голландский аукцион
Противоположностью стандартному аукциону является так называемый голландский аукцион, в ходе торгов по которому происходит снижение цены. При выставлении лота продавец указывает начальную и минимальную цену и продолжительность торгов. Торговая система производит многократные понижения цены лота. Покупатель может согласиться выкупить лот по текущей цене, после чего торги завершаются, а он становится победителем торгов.

### Аукцион с закрытыми ставками
Слепой аукцион (FPSBA) проводится по аналогии со стандартным аукционом, однако информация о ставках пользователей скрыта, а покупатели обычно могут выбрать только одну цену для ставки. Выигрывает наибольшая ставка. Теория игр показывает эквивалентность стратегий слепого аукциона и голландского аукциона.

## Покупка на аукционе
С точки зрения покупателя для покупки на интернет-аукционе состоит из ряда шагов:
- регистрация на аукционе;
- поиск необходимого товара, оценка продавца по рейтингам, по способам доставки лота;
- участие в аукционе, совершение ставок;
- в случае выигрыша — оплата товара;
- получение товара почтой или при личной встрече с продавцом.

### Комиссия за сделки
Большинство площадок интернет-аукционов взимают плату за использование площадки. Как правило, эту комиссию перечисляет площадке продавец при совершении сделки, её размер вычисляется как определённый процент от цены сделки (цена, указанная в ставке, увеличенная на стоимость выбранного метода доставки).

## Мошенничество
Параллельно с развитием интернет-аукционов развивается и мошенничество на них. Обман покупателей обычно заключается в недостоверном описании товара или в неотправке продавцом купленного товара.
Среди мер предосторожности для снижения вероятности обмана:
- Покупатель должен подробно изучить схему работы выбранной интернет-площадки, узнать обязанности, налагаемые на него как на покупателя (например, обязанность оплаты и совершения сделки в случае выигрыша ставки).
- Многие площадки предоставляют ряд мер для решения проблем, в частности, страхование финансовой транзакции и/или почтового отправления.
- Информация о продавце может быть полезна, особенно в случае, когда продавцом лота является компания. Усилия по проверке
- Аукционы часто подсчитывают различные рейтинги продавцов и позволяют ознакомиться с отзывами предыдущих покупателей.
- Важным является выбор правильного способа оплаты товара. Наиболее удобным для мошенников будет оплата по схеме прямого перевода денег между частными лицами, особенно если юридически этот денежный перевод был обозначен как подарок (дарение) без какой-либо юридической привязки к совершенной на аукционе транзакции. Более защищенным может быть платеж при помощи международных платежных систем через систему интернет-аукциона.
- Проявление большей бдительности при покупке у зарубежных продавцов. Проблемы с такими покупками сложнее решать из-за различных юрисдикций, длительных сроков доставки, использования почтовых систем нескольких стран, необходимости прохождения товаром таможенной проверки. В ряде стран существуют таможенные пошлины для товаров, получаемых границы.
- Изучение способов доставки и их надежности. Почтовые службы несут финансовую ответственность за отправление, однако сложность в получении возмещения и его размер могут быть несопоставимы с ценностью товара. В ряде случаев возможно дополнительное страхование отправления.
- Проверка, что при покупке не возникнет каких-либо дополнительных требований, например, по оплате доставки или работ продавца по упаковке и отправке. Все платежи должны быть учтены в ходе общения с продавцом через систему онлайн-аукциона.
- Не существует явных причин передавать продавцу излишнюю личную информацию, например, номера личных документов. Должна передаваться лишь информация, необходимая для отправки посылки выбранной почтовой службой (и, иногда, дополнительная информация для прохождения таможни)

Также существует риск обмана продавцов со стороны покупателей, в частности, ложные заявления о возникновении проблем с доставкой; заявления о доставке товара, не соответствующего описанию; отказ от покупки при получении с возвратом подложного товара, и т. п. Площадки могут вводить рейтинговую оценку покупателей.
Некоторые мошенники могут проявить особую изобретательность для создания видимости добросовестного продавца, например, искусственно завышать рейтинг продавца на протяжении некоторого времени при помощи огромного числа незначительных по цене покупок (либо используют аккаунт продавца, украденный у настоящего владельца), чтобы затем обмануть нескольких покупателей дорогих товаров.

## Мировые интернет-аукционы
Ebay — самая крупная торговая площадка в мире. Основан 4 сентября 1995 в Сан-Хосе (штат Калифорния) программистом Пьером Омидьяром. Оборот за 2013 год составил более 16 млрд долларов.
Amazon — второй по величине аукцион в мире. Компания была создана в 1994 году американским предпринимателем Джеффом Безосом, а сайт был запущен в 1995-м году. Компания названа в честь реки Амазонки, самой полноводной в мире. Изначально на сайте продавались только книги.
Несмотря на позиционирование в качестве аукционов, ряд площадок может иметь значительное число лотов, выставляемых по фиксированной цене, являясь по большей части лишь единой витриной для множества небольших магазинов.